# Troy - La caduta di Troia
Troy - La caduta di Troia (Troy - Fall of a City) è una miniserie creata dalla BBC nel 2018. È basata sull'Iliade e la guerra di Troia in generale.

## Produzione
La miniserie è stata girata a Città del Capo e comprende otto episodi. È stata scritta da David Farr, Nancy Harris, Mika Watkins, e Joe Barton, e diretta da Owen Harris e Mark Brozel.

## Episodi
| N° | Titolo                   | Titolo originale    | Regista         | Sceneggiatore | Data di uscita originale | Spettatori nel Regno Unito |
| -- | ------------------------ | ------------------- | --------------- | ------------- | ------------------------ | -------------------------- |
| 1  | Sangue nero              | Black blood         | Owen Harris     | David Farr    | 17 febbraio 2018         | 3.2 Milioni                |
| 2  | Condizioni               | Conditions          | Owen Harris     | David Farr    | 24 febbraio 2018         | N/A                        |
| 3  | Assedio                  | Siege               | Owen Harris     | Nancy Harris  | 3 marzo 2018             | N/A                        |
| 4  | Bottino di guerra        | Spoils of war       | Mark Brozel     | Mika Watkins  | 10 marzo 2018            | 1.6 Milioni                |
| 5  | Braccato                 | Hunted              | Mark Brozel     | David Farr    | 17 marzo 2018            | N/A                        |
| 6  | Battaglia sulla spiaggia | Battle on the beach | Mark Brozel     | Joe Barton    | 24 marzo 2018            | N/A                        |
| 7  | Dodici giorni            | Twelve days         | John Strickland | David Farr    | 31 marzo 2018            | N/A                        |
| 8  | Offerta                  | Offering            | John Strickland | David Farr    | 7 aprile 2018            | N/A                        |

## Distribuzione

### Accoglienza

#### Critica
Nonostante il basso numero di spettatori, Troy - La caduta di Troia è stato accolto positivamente dalla critica anglosassone. Sia The Guardian che The Daily Telegraph lo considerarono superiore al film del 2004 Troy, ritenendo più realista e dettagliata la psicologia dei personaggi e commentando favorevolmente sulla maggior fedeltà all'Iliade. La scenografia e i costumi ottennero l'apprezzamento della critica, che però si è espressa più tiepidamente sulla qualità dei dialoghi.
La presenza di scene di guerra e di natura soprannaturale portarono alcuni giornalisti a paragonare la miniserie a Il Trono di Spade: mentre The Independent considerò Troy - La caduta di Troia inferiore alla serie dell'HBO per ritmo narrativo e azione, The Guardian lo considerò all'altezza della saga fantasy. La scelta di ricorrere ad attori di colore per i ruoli di Achille, Enea, Zeus e Patroclo portò ad alcune critiche da parte del pubblico e all'accusa di "brown-washing", respinte dallo sceneggiatore David Farr.
Sull'aggregatore di recensioni Rotten Tomatoes, la miniserie ottiene il 71% delle recensioni professionali positive.